# Pornofolk
Pornofolk je hudební žánr, poddruh folku, jehož hlavním rysem jsou texty se sprostými slovy i názvy písní.

## Předchůdci pornofolku
Žánr navazuje na takzvané „darebné“ lidové písničky, které byly nedílnou součástí lidového zpěvu na celém území České republiky (například ) nebo kdekoliv ve světě. Obrozeneckými sběrateli byly buď ignorovány, nebo byly jejich texty upravovány do mravnostně zveřejnitelné podoby.
Podobně se na dechovkových zábavách zpívaly písně jako polka Šroubovák, píseň Jak se to rýmuje a další.

## Popis
V pornofolku se otevřeně zpívá o smrti, drogách, prostituci, sexu a sexuálních úchylkách. Žánr velice blízký pornofolku je horrorcore, podžánr rapu, který je brutálnější, kromě něj také Pornogrind či Goregrind. Pornofolk se může zdát jako čistě vulgární styl hudby, podle tvrzení některých jde však spíše o lidové písničkářství, které slouží k pobavení a často také sděluje zkušenost nebo názor autora.[zdroj?]
Žánru byl věnován festival PornoFest, propagovaný jako „hudební festival jadrné češtiny“. Jeho jediný ročník proběhl v roce 2010, hned následujícího roku byla akce několik dní před svým začátkem zrušena.

### Představitelé žánru
Nejznámějším českým zástupcem je Záviš, který se spolu s hudební tvorbou věnuje i poezii. Tvrdí, že se v jeho tvorbě odrážejí autobiografické prvky a životní zkušenosti, ve svých písních často odkazuje na rodné město Znojmo – zmiňuje například místní vlakové nádraží a Červený most.
Dalšími zástupci pornofolku jsou Jindřich Černý alias Hustej Wimpy nebo kapela Morčata na útěku.